# Belianska dolina (Velká Fatra)

Poloha doliny v rámci pohoří Velké Fatry

Belianska dolina je údolí v západní části pohoří Velké Fatry na Slovensku.
Výrazné údolí západní části pohoří Velké Fatry je dlouhá přibližně 11 km. Protéká jim Beliansky potok, který je jedním z největších toků v pohoří (délka 20 km). Jeho sběrná oblast - masivy Borišova a Javoriny - má rozlohu zhruba 100 km². Na území Belianské doliny se uplatnil krasový proces jako výrazný geomorfologický činitel a lze říci, že nikde ve Velké Fatře není tak dobře vyvinutý. Ve střední části údolí se Beliansky potok ztrácí. Část vody protéká pod masivy Fiškálová a Nad Smerkovom a vyvěrá v Necpalskej dolině. Ostatní voda se znovu objevuje ve spodní části údolí.
Do Belianské doliny ústí menší doliny (od začátku doliny k jejímu ústí):
- Suchá dolina (l)
- dolina Balov (l)
- dolina Horný mostík (l)
- dolina Došná (p)
- dolina Dolný mostík (l)
- dolina Lučičná (p)
- dolina Dolný Borišov (l)
- dolina Borišovec (l)
- dolina Hôsec (l)
- dolina Dědičová (p)
- dolina Horná Lučivná (l)
- Šindolná dolina (p)
- Horná Svinná (p)
- dolina Vápenó (p)
- dolina Semlín (p)
- Žiarna dolina (l)
- dolina Vokoliště (p)
- dolina Šimiace (p)
- Krušova dolina (p)
- Martinova dolina (l)
- Šebeňova dolina (l)
- Hrošková dolina (l)
- Slávková dolina (p)
- Holatín (l)
- Jasenská dolina (p)

## Geologie
Po geologické stránce je zajímavé výrazné tektonické okno obalového šiprúnské jednotky pod sedimentárním obalem krížňanského příkrovu v závěru doliny. Věkově zahrnuje sekvenci od spodního triasu po střední křídu. 
Přítomnost spodnětriasových karbonátových komplexů hornin a přítomnost tekoucí vody způsobila aktivní zkrasovatění celé oblasti. V údolí se nachází několik samostatných krasových oblastí s různým stupněm zkrasovatění i bohatosti sintrové výzdoby. Nejvýznamnějšími jsou dvě z nich - masiv Suché (1112 m) a oblast Žiarné doliny. V gutensteinských vápencích Suché je vytvořen systém ponorů a vyvěraček, mezi nimiž se vytvořily nejdelší a nejvýznamnější jeskyně doliny - Suchá 1 (délka 1541 m), Suchá 2 (280 m), Perlová jeskyně (470 m) a systém Medvědí jeskyně - Javorina (450 m). Jeskyně jsou charakteristické různorodostí chodeb - od plaziviek a propastí až po velké dómy a síně. V jeskyni Javorina se nacházejí největší prostory severozápadní části Velké Fatry - Velký dóm s odhadovaným objemem 2000 m³ či Suterén s objemem cca 500 m³. Chodby mají zachovány oválné, rourovité tvary, svědčící o erozní činnosti tekoucích vod. Sintrová výzdoba v nich je bohatá a různorodá - tvoří ji mohutné sférolity, stalaktity, stalagmity, stalagnáty, brčka, kyjakovité stalaktity či sintrová jezírka. Některé z jeskyní jsou významným zimovištěm netopýrů, v jiných se našly kosti medvěda hnědého. Zvláště je třeba zmínit Perlovou jeskyni tvořenou soustavou úzkých chodeb a menších dómů ve více úrovních nad sebou, s bílými sintrovými povlaky, kaskádovitými jezírky a bohatým výskytem jeskynních perel, mohutnými sférolity z měkkého sintru, stalagmity a stalaktity. Jeskyně byla kvůli svým mimořádným hodnotám prohlášena za národní přírodní památku. 
V oblasti Žiarné doliny ve střední části Belianské doliny se nachází několik jeskyní s průvanem a velkou objevnou perspektivitu, která možná objasní směrování ponorného toku v Belianské údolí. Jsou tvořeny úzkými korozivními chodbami, hlubokými propastmi (např. 17 m hluboká Velikonoční propast v Žiarné jeskyni 2) a většími síněmi propojenými úzkými chodbami (Žiarná jeskyně 3). Sintrovou výzdobu na stěnách jeskyní reprezentuje zejména plastický sintr, nátěky a kůry, pizolity, záclony, jezírka, stalagmity, stalaktity a hojná brčka.
Za pozornost stojí vyvěračka v údolí Lučečné. Voda z ní se vyznačuje vysokým obsahem vápníku, který vytváří výrazné kaskády recentním pěnovcem a je jedním z příkladů vývoje pěnovců nejen ve Velké Fatře. Pro svou čistotu a zdravotní nezávadnost je pramen zdrojem pitné vody pro chatu na Havranové. Krasový reliéf dotváří vodopád v Došné dolině, který stéká ve třech stupních z výšky 10 metrů a vede k němu nový turistický chodník z Havranové ( Turistická značená trasa 8659). Vápence jsou zde zajímavé i z paleontologického hlediska, protože jsou bohaté na schránky druhohorních mlžů, ramenonožcích, korálů a Amonitů.
Význam Belianské doliny umocňují pravěká sídliště situované na výšinách nad obcí Belá-Dulice i výše v horách, na vrcholu Hradiště (890 m n. m.).
Zpráva z přelomu 19. a 20. století hovoří o otevření pekla, resp. sopek při Belej, z nichž se v zimě valil kouř. Ve skutečnosti jde o ojedinělý záznam o pozorování proudění vzduchu v jeskynních systémech mezi spodním a vrchním otvorem (komínový efekt). Spodním otvorem se v zimě do jeskyně nasává chladný vzduch, který se uvnitř zahřátím na teplotu horninového masivu zároveň odlehčí, a tak může vrchním otvorem vystupovat na povrch v podobě teplých obláčků. Ty se lidem v minulosti jevily jako kouř, evokující v jejich myslích představu sopek či pekelných ohňů.

## Přístupnost
Turistická značená trasa 2721,  Turistická značená trasa 8647 (u ústí doliny),  Turistická značená trasa 5600 (prochází údolím).

## Galerie

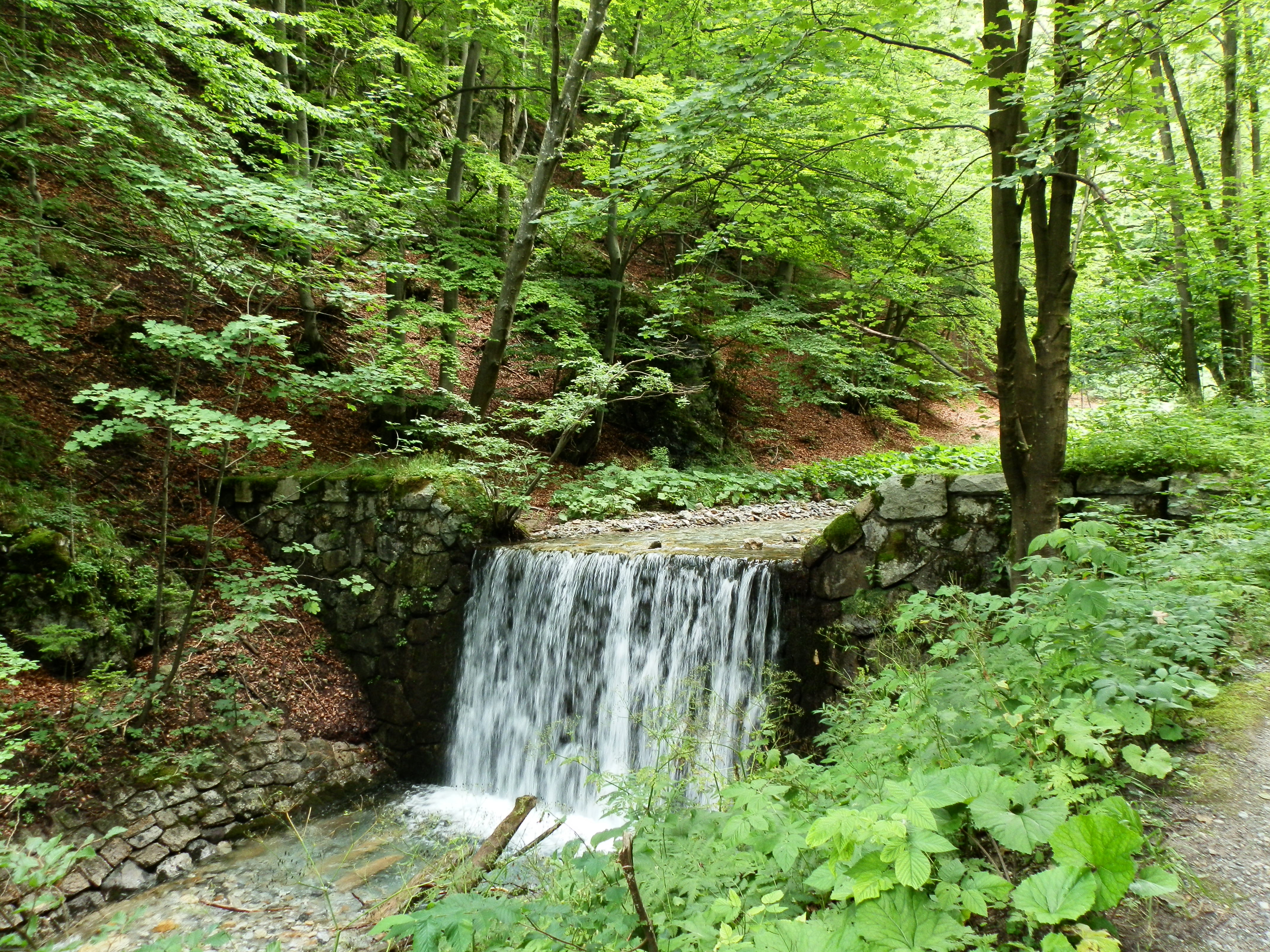
Belianský potok, stupeň
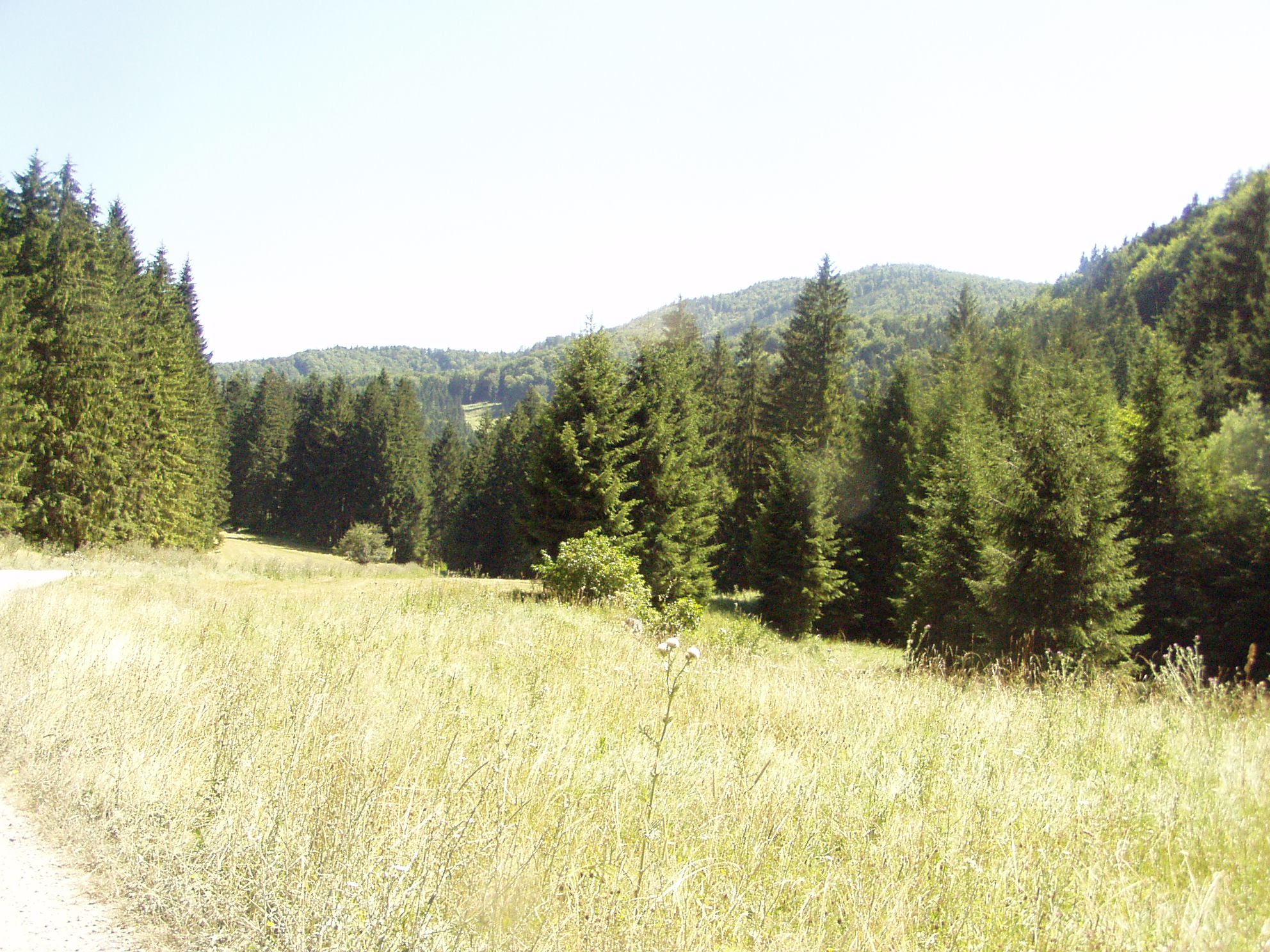
Belianská dolina, začátek
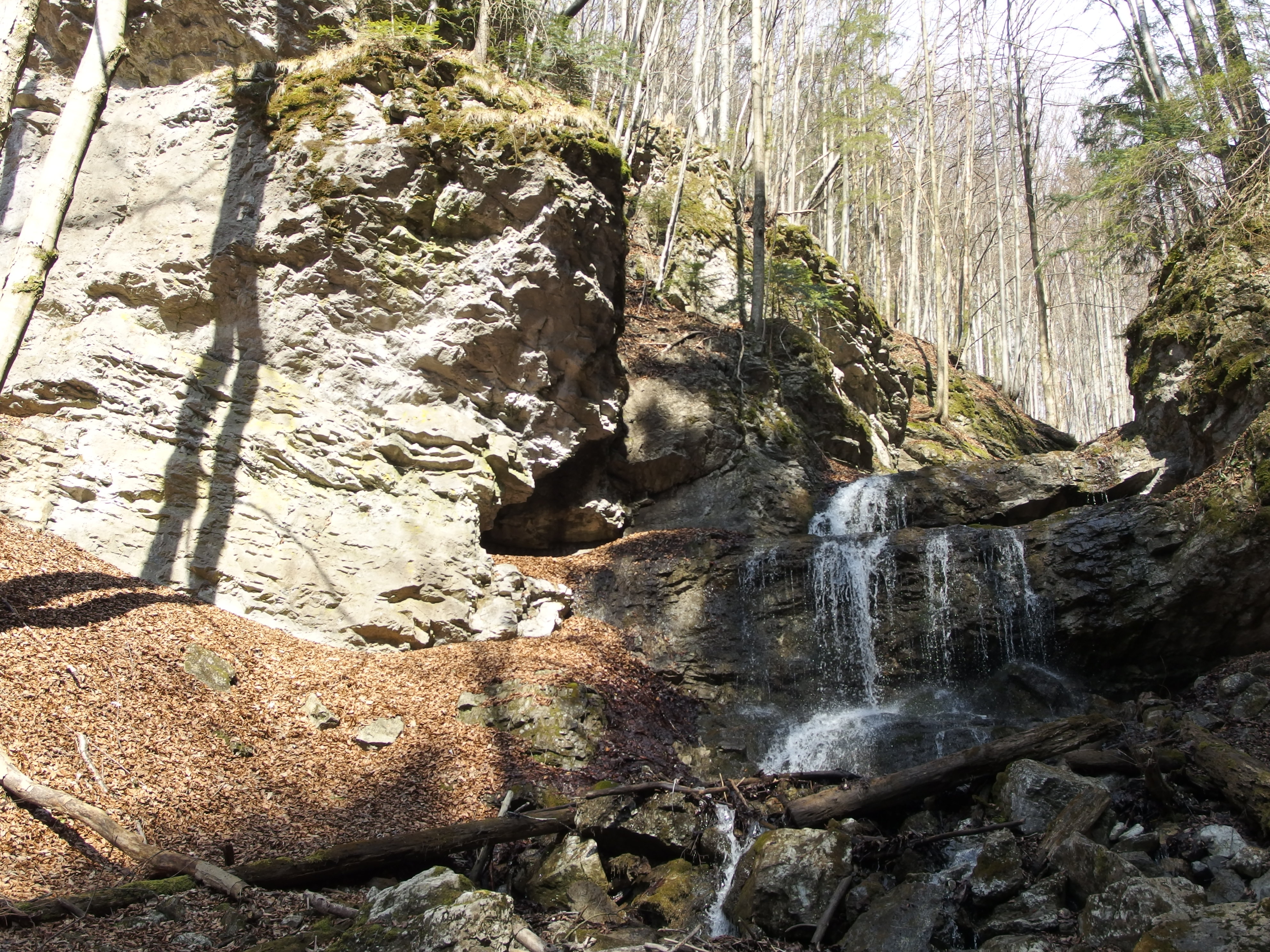
Vodopád v Došnej
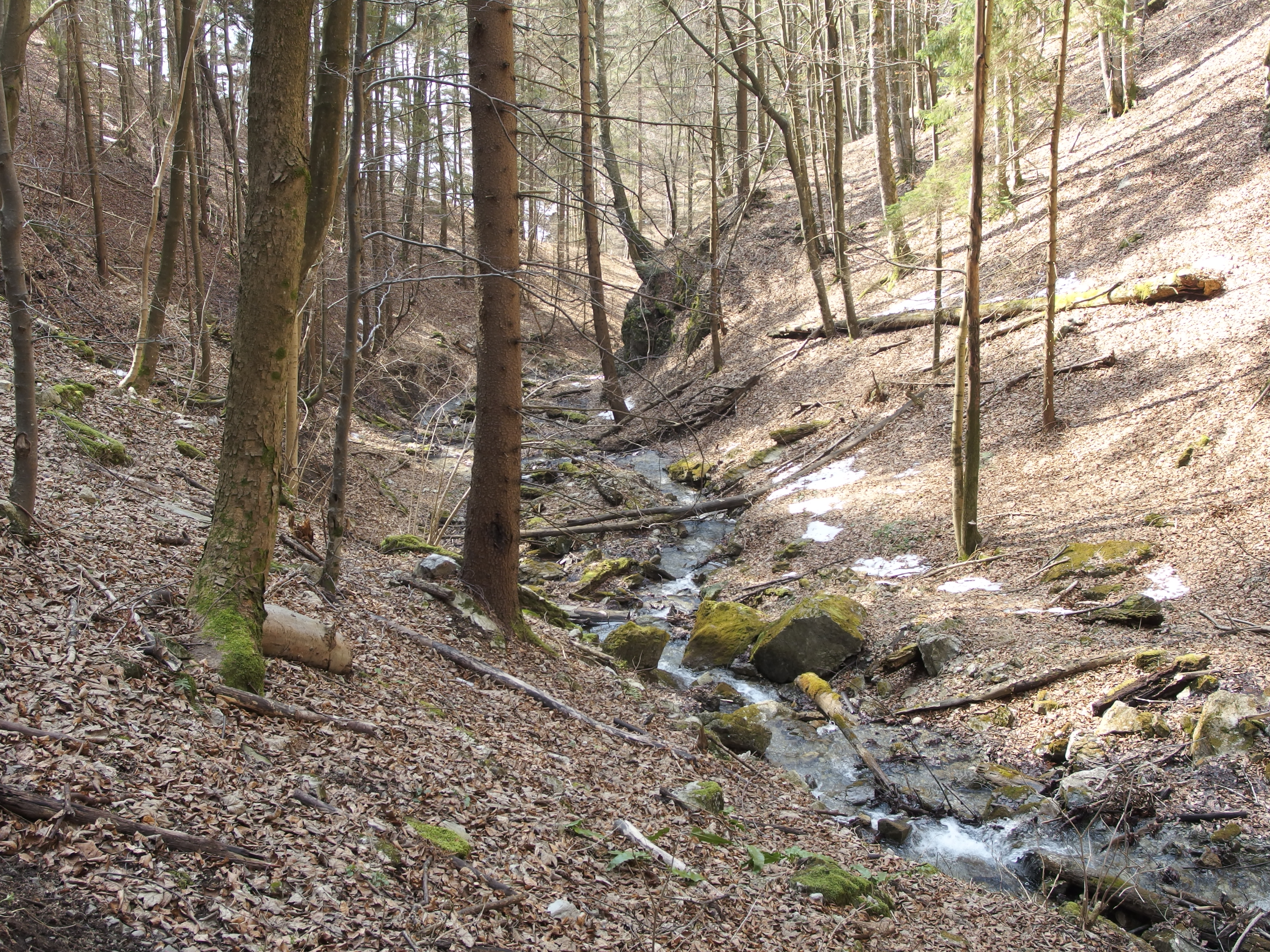
Přítok Belianského potoka
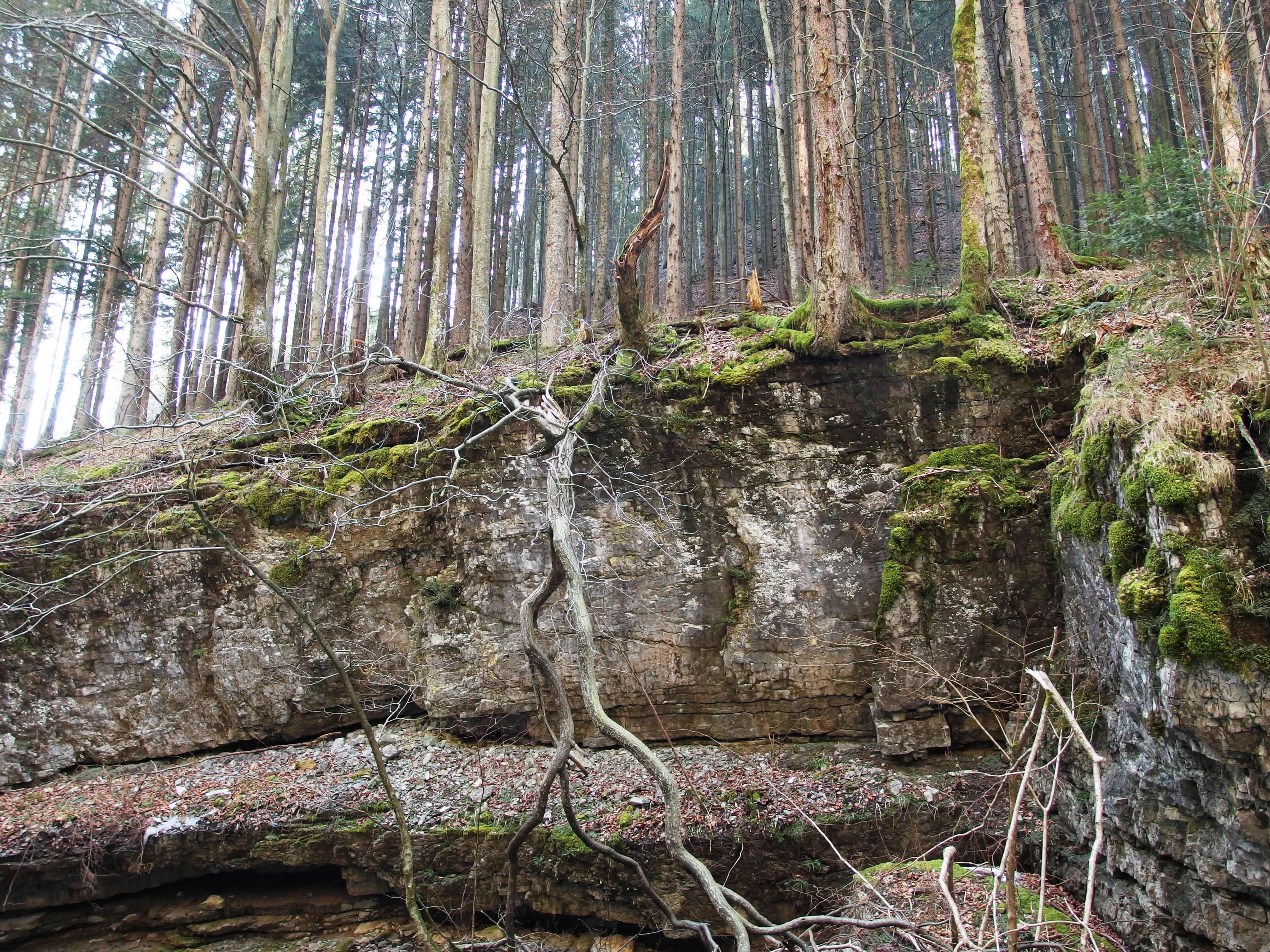
Skalní sráz nad Belianským potokem